# 刺枝蘚
刺枝蘚（学名：Wijkia semitortipila）为錦蘚科刺枝蘚屬下的一个种。